# Nederlandsche vogelen
Nederlandsche vogelen is een vogelboek van Cornelius Nozeman en Christiaan Sepp dat in vijf delen tussen 1770 en 1829 werd uitgegeven. Het is het eerste oorspronkelijk Nederlandse vogelboek

en een van de duurste, omvangrijkste en langstlopende werken uit de geschiedenis van de Nederlandse boekdrukkunst.

## Bibliografische gegevens

### Deel 1
Nederlandsche vogelen; volgens hunne huishouding, aert, en eigenschappen beschreeven door Nozeman, Cornelius. Alle naer 't leeven geheel nieuw en naeuwkeurig getekend, in 't koper gebragt en natuurlyk gekoleurd door, en onder opzicht van Christiaan Sepp en Zoon. Amsterdam, J.C. Sepp en zoon, 1770.

### Deel 2, 3, 4 en 5
Nederlandsche vogelen; volgens hunne huishouding, aert, en eigenschappen beschreeven door Cornelius Nozeman [...] en verder, na zijn ed. overlyden, door Martinus Houttuyn. Alle naer 't leeven geheel nieuw en naeuwkeurig getekend, in 't koper gebragt en natuurlyk gekoleurd door, en onder opzicht van Christiaan Sepp en Zoon. Amsterdam : J.C. Sepp en zoon, 1789 / 1797 / 1809 / 1829.

## De makers
Cornelius Nozeman (1720–1786) was een remonstrantse predikant die de teksten schreef van De Nederlandsche vogelen, deel 1 en een groot stuk van deel 2. Na zijn overlijden werd zijn werk voortgezet door de arts en bioloog Martinus Houttuyn (1720–1798). Het laatste en vijfde deel werd samengesteld door de uitgever met hulp van Coenraad Jacob Temminck (1778–1858). De gravures werden gemaakt door of onder toezicht van Christiaan Sepp (±1700–1775), en later door zijn zoon Jan Christiaan Sepp (8 november 1739 – 29 november 1811) en zijn kleinzoon Jan Sepp (18 september 1778 – 19 december 1853). De firma Jan Christiaan Sepp en zoon trad tevens op als uitgever. De platen zijn niet gesigneerd. Wie ze getekend en gegraveerd heeft is niet altijd duidelijk.

## Het werk
De Nederlandsche vogelen was het eerste oorspronkelijk Nederlandse boek dat helemaal gewijd was aan vogels. Het stond bekend als het duurste Nederlandse boek van die tijd en was het werk van twee generaties uitgevers, vijf auteurs en een leger aan tekenaars, graveurs en inkleurders.
De Nederlandsche vogelen was een peperduur project. Alle vogels werden volgens de titelpagina naer 't leeven geheel nieuw en naeuwkeurig getekend, in 't koper gebragt, en natuurlyk gekoleurd. Naer 't leeven betekent niet dat de vogels nog leefden toen ze getekend werden, maar dat er speciaal voor deze uitgave nieuwe tekeningen werden gemaakt van opgezette of speciaal voor dit doel gedode vogels. In 't koper gebragt betekent gegraveerd, gekoleurd staat voor ingekleurd.
Het streven was de vogels zoveel mogelijk op ware grootte af te beelden. Daardoor kreeg het boek zijn grote formaat van 56 × 39,5 cm. Iedere tekening werd gegraveerd en vervolgens moesten alle prenten afzonderlijk met de hand worden ingekleurd door specialisten. Dat maakte de productie zeer duur. Het boek verscheen in afleveringen. Na iedere vijftig platen werd een titelpagina gedrukt en een lijst met behandelde vogels. Die konden dan ingebonden worden. Uiteindelijk kwam na 59 jaar het werk te bestaan uit 5 delen. Elk deel bevatte 50 met de hand gekleurde kopergravures met bijbehorende tekst.

## De platen
Op de 250 platen van Nederlandsche vogelen zijn ongeveer 192 soorten wilde vogels afgebeeld, inclusief zeven leucistische kleurafwijkingen en twaalf soorten pluimvee waaronder zes duivenrassen. De volgorde is geheel willekeurig omdat een vogel getekend werd op het moment dat hij beschikbaar was.

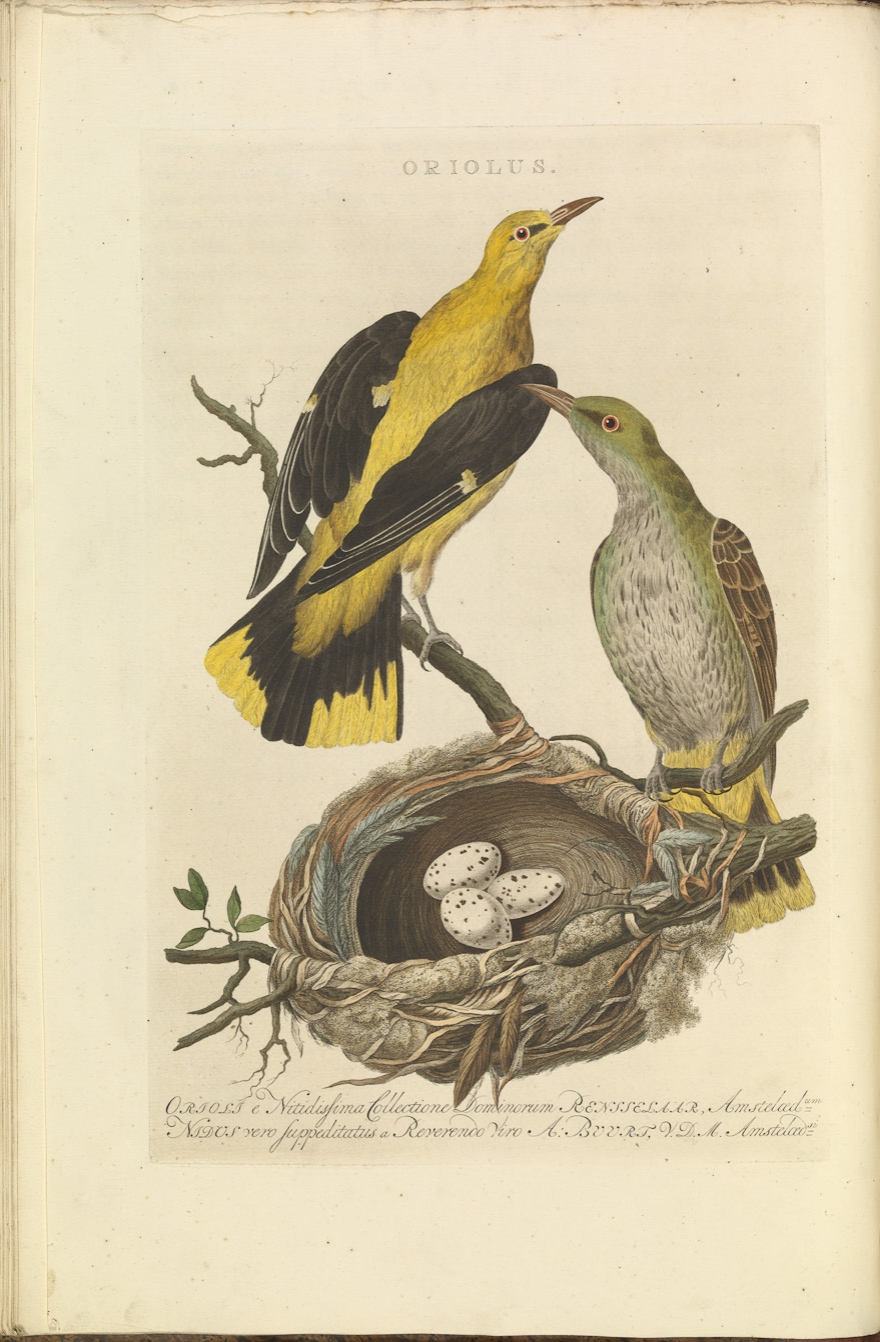
Oriolus oriolus (Wielewaal), plaat 11
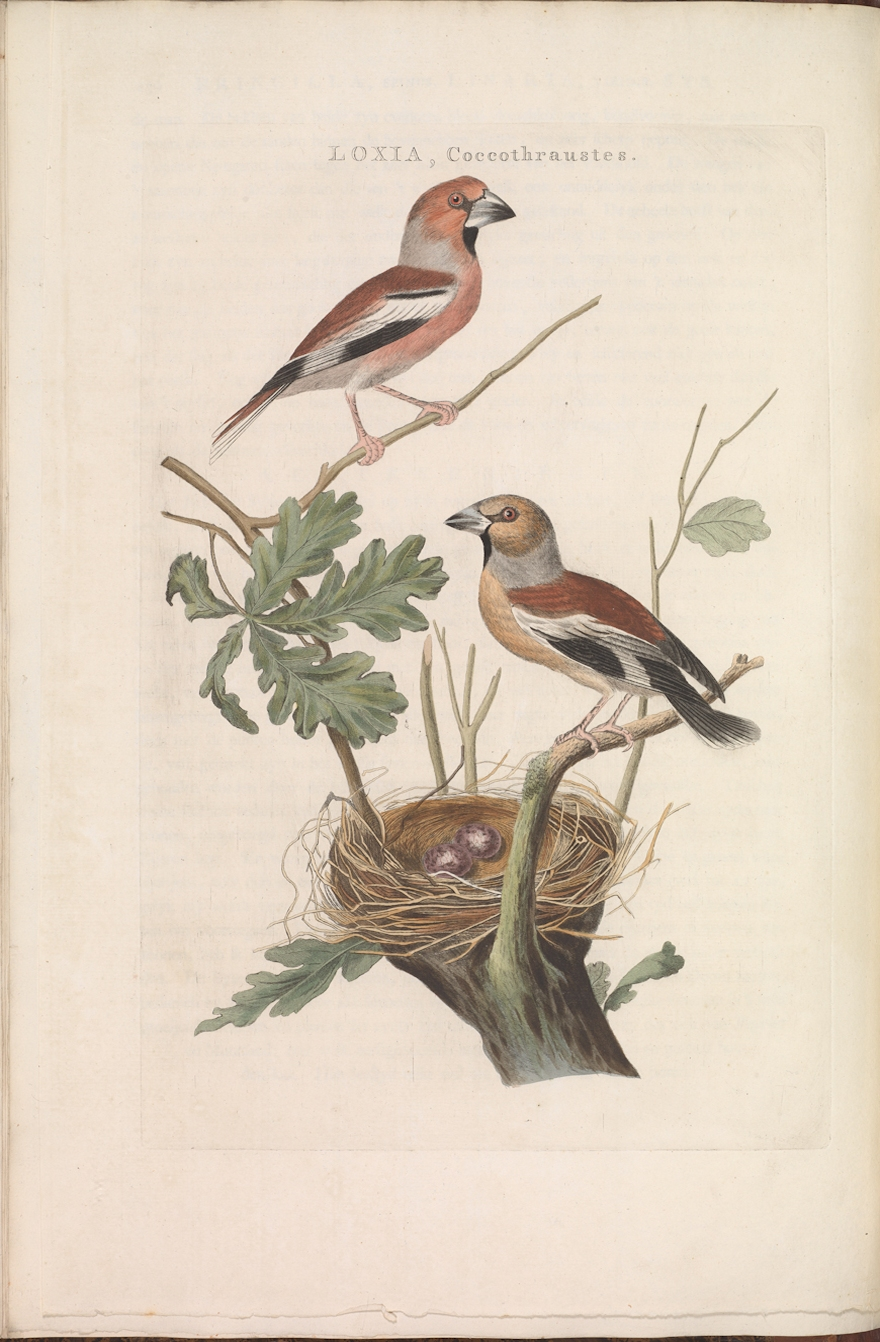
Loxia coccothraustes (Appelvink), plaat 71
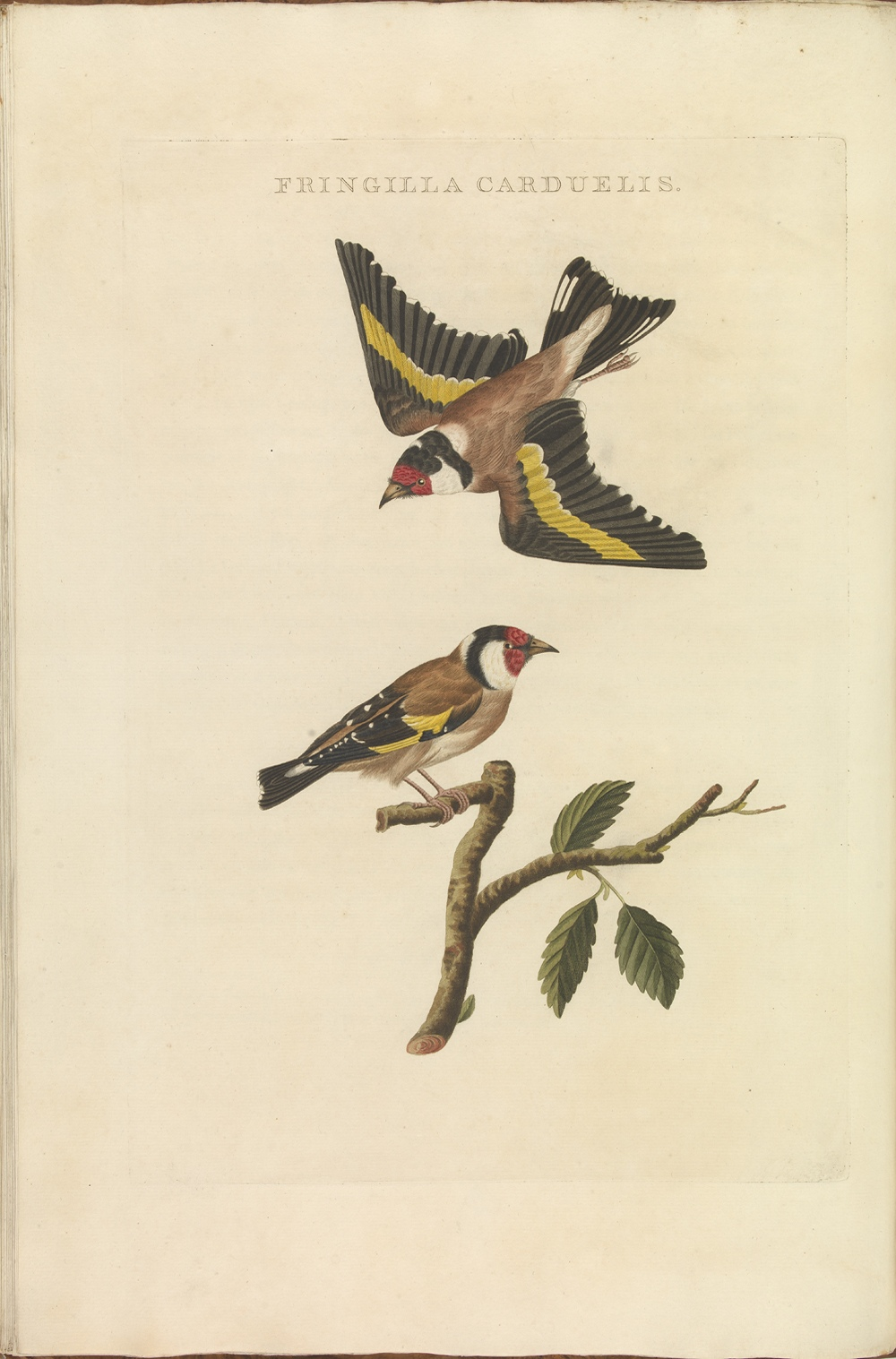
Fringilla Carduelis (Putter), plaat 168
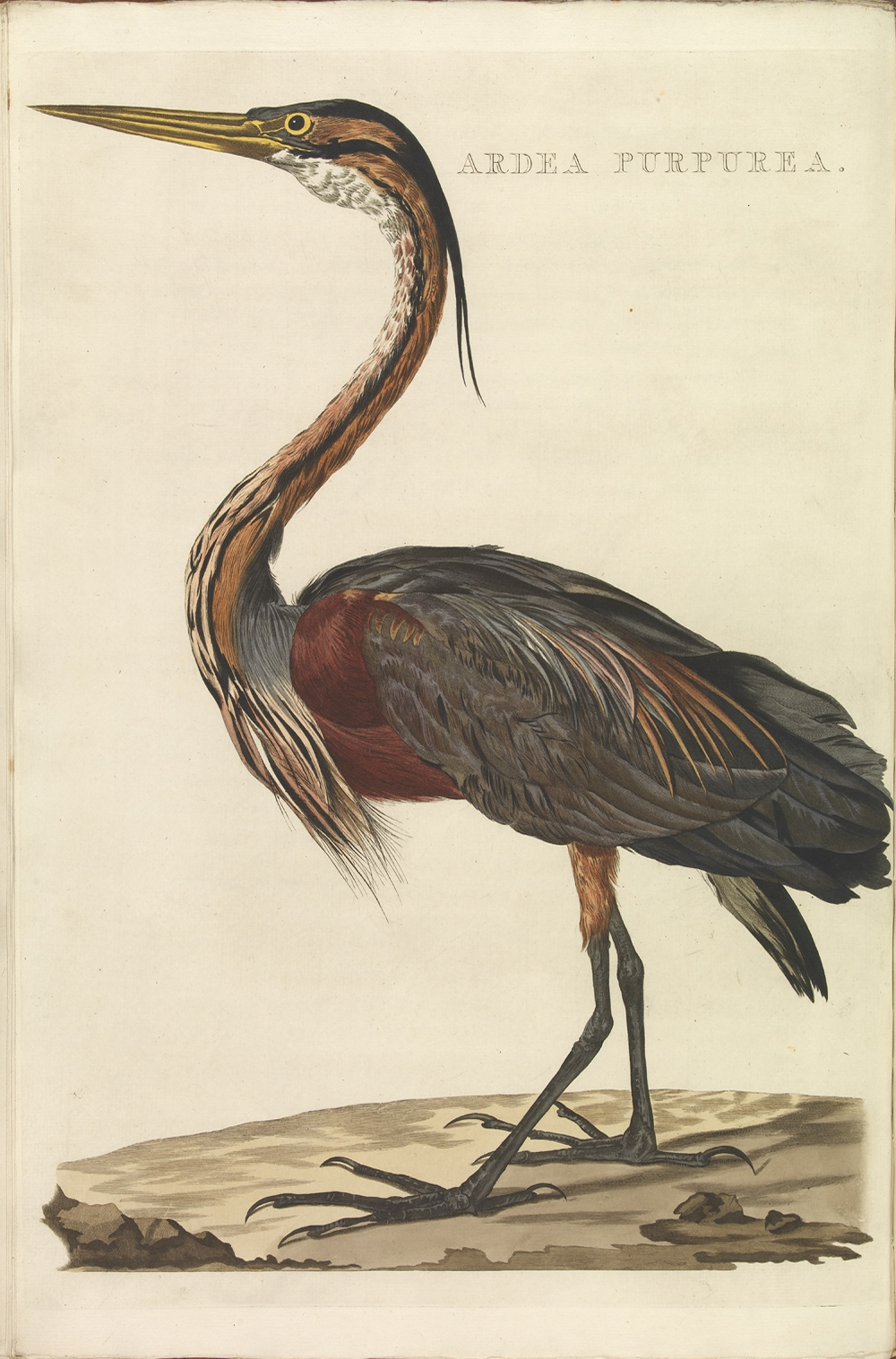
Ardea purpurea (Purperreiger), plaat 180
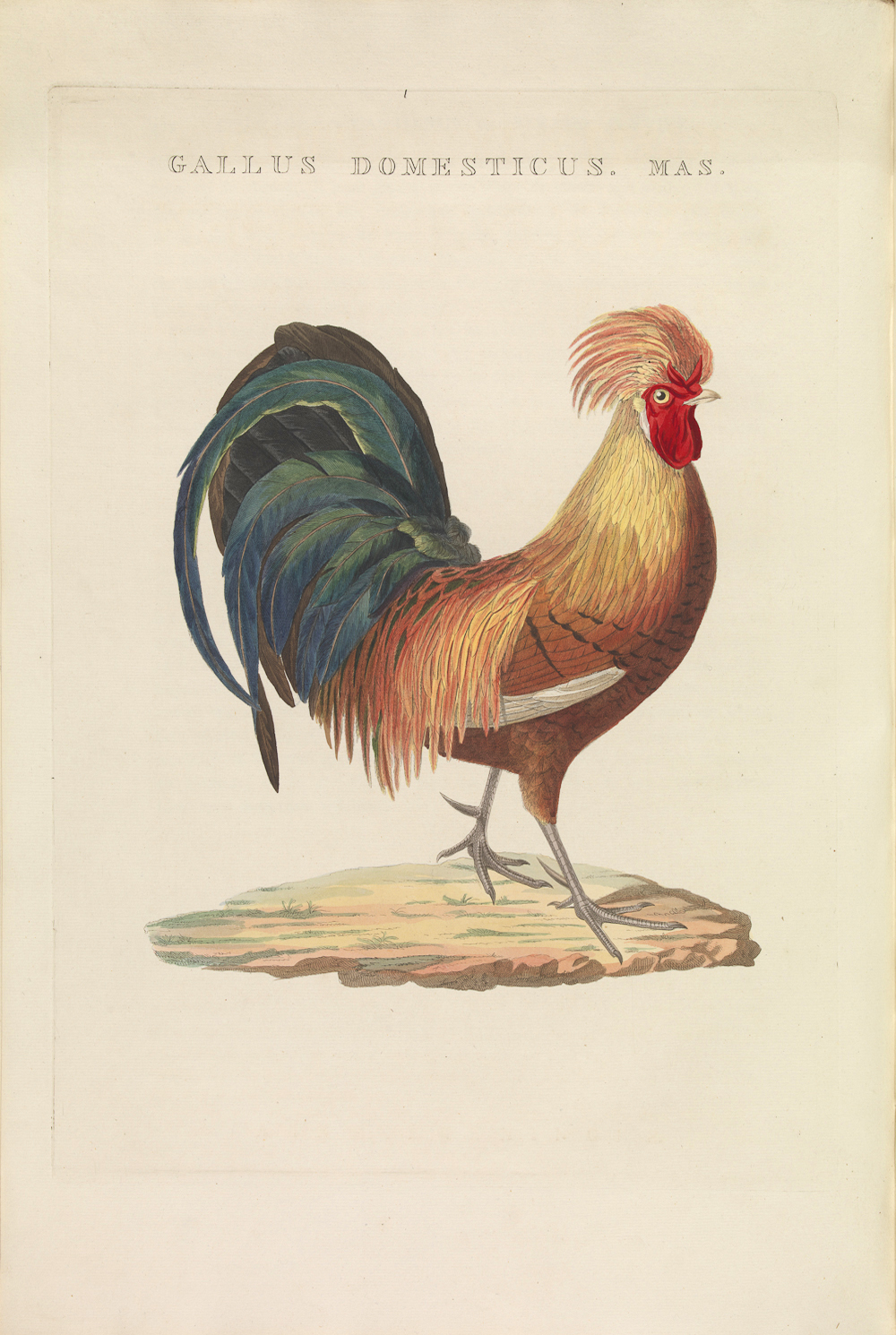
Gallus domesticus mas. (Haan), plaat 240

Midas Dekkers merkt in zijn voorwoord 'Vroegere vogels' bij de heruitgave van 2014 het volgende op over de manier, waarop wij nu tegen de platen in Nozeman & Sepp aankijken:
In Nederlandsche vogelen vind je oude bekenden als de mus of kwikstaart terug - maar dan anders. Vogels hadden twee eeuwen terug heus geen bakkebaarden of korsetten - zo snel gaat de evolutie niet - en toch is een musch nog geen mus, een Geele Kwikstaert geen Gele Kwikstaart, laat staan dat een Vlam-Sys precies hetzelfde zou zijn als een Kneu. Het is een kwestie van houding: niet vrij, zoals een vogel betaamt, in de lucht, maar geposeerd als in een ouderwetse fotostudio. Deftig. Op z'n zondags. Geen vroege vogel, maar een vogel van vroeger.— Midas Dekkers

## Achtergrond
Rond 1750 werd het verzamelen van natuurhistorische objecten vanuit wetenschappelijk, economisch en esthetisch oogpunt een populaire bezigheid. De verzamelingen richtten zich aanvankelijk vooral op de exotische natuur, die door de reisverslagen uit de zeventiende en achttiende eeuw in de belangstelling was gekomen. Alleen binnen de plantkunde werd op bescheiden schaal iets aan de Nederlandse natuur gedaan.
In Engeland verschenen al rond 1730 de eerste vogelboeken met handgekleurde kopergravures. Ze waren wat betreft uitvoering, formaat, papiersoort, teksten en afbeeldingen gericht op welgestelde verzamelaars. Veelal waren de afbeeldingen gemaakt naar opgezette, geprepareerde vogels (of balgen), of van dieren die in alcohol waren bewaard. De afbeeldingen waren daardoor vaak van matige kwaliteit. Bovendien waren de graveurs vaak ondeskundig.
Vader en zoon Sepp stimuleerden in Nederland de belangstelling voor de plaatselijke natuur. Ze gaven vanaf 1762 tot 1829 De Nederlandsche insecten uit - voluit: Beschouwing der wonderen Gods in de minstgeachte schepzelen, of, Nederlandsche insecten, naar hunne aanmerkelyke huishouidng, verwonderlyke gedaantewisseling en andere wetenswaardige byzonderheden, volgens eigen ondervinding beschreeven, naar 't leven getekent, in 't koper gebracht en gekleurd door Jan Christiaan Sepp. Ze publiceerden - later - ook de Flora Batava (1800–1934) over de Nederlandse plantenwereld.
Ook Nozeman was een uitdrukkelijk propagandist van het onderzoeken van de vaderlandse natuurlijke historie. Hij won er in 1769 zelfs een gouden medaille mee in een prijsvraag over resultaten en wensen met betrekking tot vaderlandse natuurhistorie, uitgeschreven door de Hollandsche Maatschappij der Wetenschappen. Hij maakte duidelijk dat de vaderlandse natuur nog nauwelijks onderzocht was en dat daar verandering in moest komen. Hij roemde de diversiteit aan moeras- en watervogels in Holland en propageerde veldonderzoek ernaar.

## Heruitgaves

### 1940

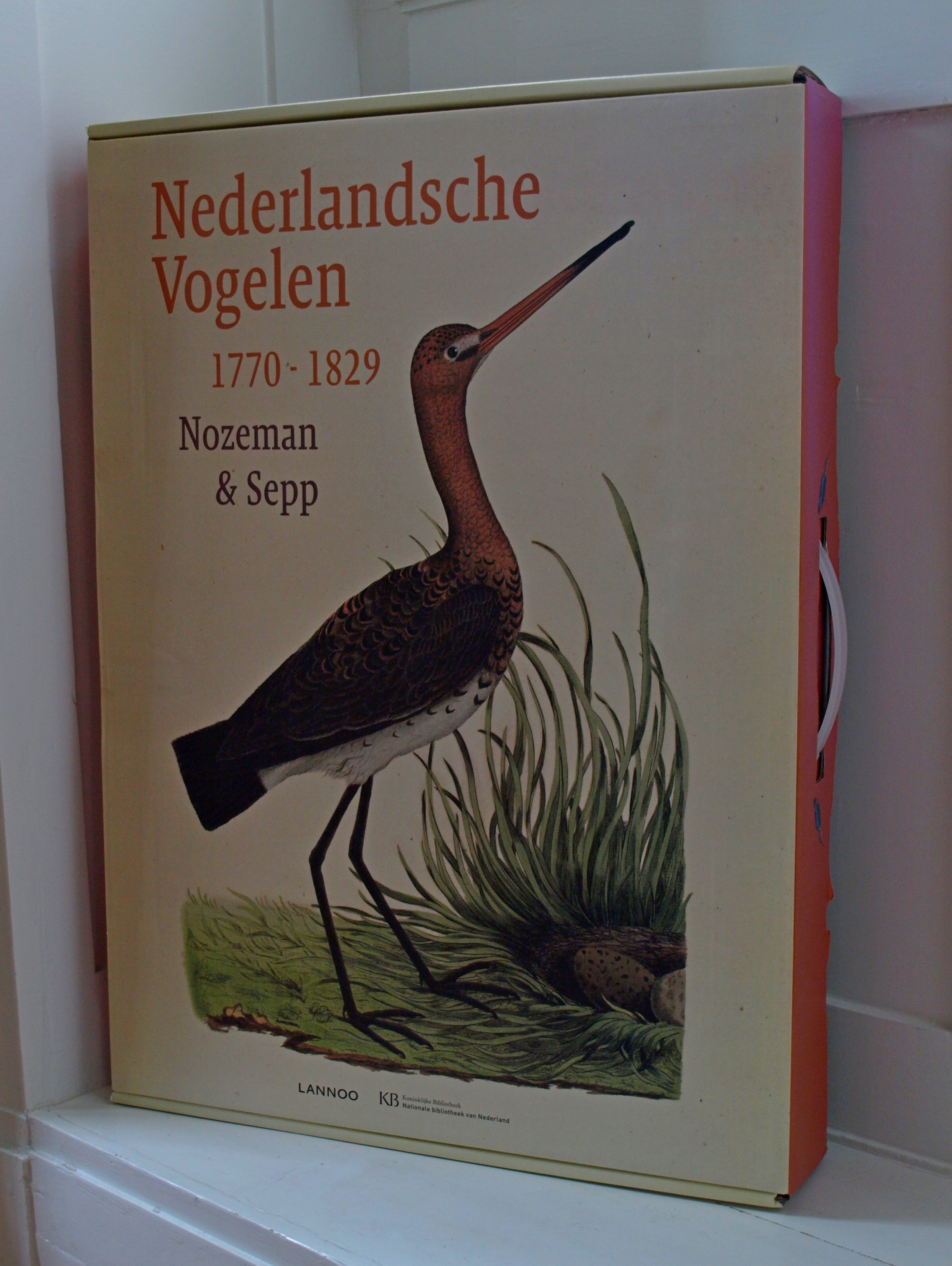
Nederlandsche Vogelen (heruitgave 2014)

In 1940 verscheen een zeer beperkte heruitgave met zestien reproducties.

### 2014 op papier en digitaal
In 2014 verscheen een nieuwe uitgave van Nederlandsche vogelen, in samenwerking tussen de Koninklijke Bibliotheek en Uitgeverij Lannoo. Deze heruitgave heeft een cultuurhistorische en biologische inleiding door Marieke van Delft, Esther van Gelder en Alexander Raat. De wetenschappelijke inhoudsopgave is van de hand van Ruud Vlek en Alexander Raat. Hierin worden de achttiende-eeuwse en huidige Nederlandse en Latijnse namen naast elkaar gezet. 
Het voorwoord is van de hand van Midas Dekkers. In de heruitgave zijn alle platen en teksten op ware grootte afgebeeld. De uitgave van 2014 telt meer dan 800 pagina's en weegt 11 kg. In 2014 is de volledige tekst van Nederlandsche vogelen, inclusief alle afbeeldingen door de Koninklijke Bibliotheek (KB) ook digitaal beschikbaar gemaakt. Er is een versie in flash en een versie in html.
De vijf delen zijn afzonderlijk toegankelijk.

### 2015 op Wikimedia Commons
De Koninklijke Bibliotheek schonk in 2015 alle 250 afbeeldingen van Nederlandsche vogelen aan Wikimedia Commons.